# Victòria Rovira Casanovas
Victòria Rovira Casanovas (Sabadell, Vallès Occidental, 1991) és una fotoperiodista catalana.
Actualment treballa per al Diari de Sabadell i des del 2015, amb l'Agència Cronistas Gráficos (ACG) i l'Agència Pressouth de Quito com a corresponsal de l'Equador a Barcelona i internacional cobrint notícies i realitzant reportatges. Ha col·laborat amb agències com l'Agència Pressouth, AFP Forum, Nurphoto i GettyImages. Les seves imatges i exposicions han estat publicades a mitjans com ara News Xinhua, News Russia, La Hora Ecuador, Newspaper PUK Media, Kurdsat TV, Mott.pe, Magazine EyeEm, Newspaper Azhans, Diari de Sabadell, Diari de Terrassa, El Periódico de Aragón, Time Out, El País, Revista Lecturas, Público, El Núvol, Catorze, La Mira o La Vanguardia.
Rovira també treballa com a freelance amb projectes propis internacionals, interesada en zones en conflicte on tracta temes com milícies, dones, refugiats, desplaçats o població civil.
És una de les poques dones fotògrafes inclosa a la plataforma en línia Fotografia a Catalunya, que recull de forma conjunta la cultura fotogràfica a Catalunya, fruit del Pla Nacional de Fotografia i impulsat pel Departament de Cultura de la Generalitat de Catalunya.

## Exposicions destacades
- Davant l'Estat Islàmic. Lluita Peshmerga i població civil (Espai Cultura de Sabadell, 2019, Universitat Autònoma de Barcelona, 2019 i Palau Robert de Barcelona, 2021).[4][5][6]
- Fèmines (Museu de l'Estampació de Premià de Mar, 2017 i Museo Juan Cabré de Calaceite, 2016)[7]

## Premis i reconeixements
- The 2017 EyeEm Awards, en la categoria de fotoperiodisme (2017)
- Premio Enrique Algarra Beca Photon (2018)
- Concurs Internacional d’art emergent AES (2021)[2]
- Mención especial III Edición del Premio Internacional de Fotografía Esperanza Pertusa (2023)